# Daryl Murphy
Daryl Murphy (15 de marzo de 1983) es un futbolista irlandés. Juega de delantero y su equipo actual es el Waterford de la Premier Division de la Liga de Irlanda.
Fue internacional absoluto por la selección de Irlanda entre 2007 y 2017, con la que disputó 32 encuentros y anotó 3 goles.

## Clubes
| Club                         | País       | Año           |
| ---------------------------- | ---------- | ------------- |
| Luton Town                   | Inglaterra | 2000-2002     |
| Waterford United FC          | Irlanda    | 2002-2005     |
| Sunderland                   | Inglaterra | 2005-2010     |
| Sheffield Wednesday (cedido) | Inglaterra | 2005          |
| Ipswich Town (cedido)        | Inglaterra | 2010          |
| Celtic                       | Escocia    | 2010-2013     |
| Ipswich Town (cedido)        | Inglaterra | 2011-2012     |
| Ipswich Town (cedido)        | Inglaterra | 2012-2013     |
| Ipswich Town                 | Inglaterra | 2013-2016     |
| Newcastle United             | Inglaterra | 2016-2017     |
| Nottingham Forest            | Inglaterra | 2017-2019     |
| Bolton Wanderers             | Inglaterra | 2019-2020     |
| Waterford                    | Irlanda    | 2020-presente |

## Palmarés
Waterford United FC
- FAI First Division: 2002-03

Celtic FC
- Copa de Escocia: 2011